# Papieska Rada ds. Duszpasterstwa Migrantów i Podróżujących

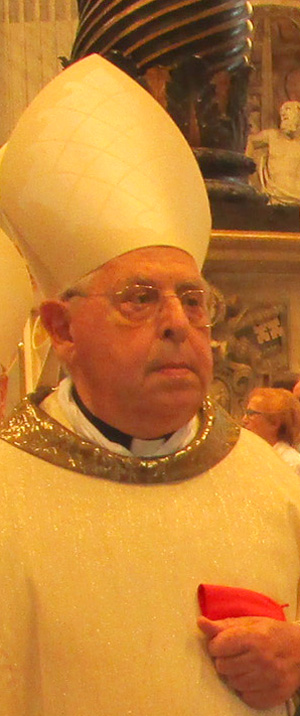
Kardynał Antonio Maria Vegliò, przewodniczący rady

Papieska Rada ds. Duszpasterstwa Migrantów i Podróżujących (łac. Pontificium Consilium de Spirituali Migrantium atque Itinerantium Cura) była jedną z dykasterii kurii rzymskiej działającej przy Stolicy Apostolskiej. Rada zajmowała się ludźmi których ze względu na wędrowny tryb życia nie obejmują tradycyjne struktury kościelne, byli to np. emigranci, uchodźcy, marynarze i rybacy, pracownicy związani transportem, lotnicy itp. Rada zajmowała się również duszpasterstwem ludów wędrownych takich jak Romowie.

## Historia
W 1970 Paweł VI na mocy motu proprio Apostolicae Caritatis powołał do życia Papieską Komisję ds Duszpasterstwa Migrantów i Podróżnych. Papież Jan Paweł II po reformie Kurii Rzymskiej na mocy konstytucji Pastor Bonus podniósł komisję do rangi Papieskiej Rady i nadał jej obecną nazwę.
Z dniem 1 stycznia 2017 jej kompetencje przejęła nowo utworzona Dykasteria ds. Integralnego Rozwoju Człowieka.

## Przewodniczący Rady
- Carlo Confalonieri (1970 - 1973)
- Emanuele Clarizio (1970 - 1986)
- Bernardin Gantin (1984 - 1989)
- Giovanni Cheli (1986 - 1998)
- Stephen Fumio Hamao (1998 - 2006)
- Renato Martino (2006 - 2009)
- Antonio Maria Vegliò (2009 - 2016)